# German Germanowitsch Galynin
German Germanowitsch Galynin (russisch Герман Германович Галынин, wiss. Transliteration German Germanovič Galynin; * 30. März 1922 in Tula; † 18. Juni 1966 in Moskau) war ein russischer Komponist.

## Leben
Galynins Eltern, Arbeiter in der Waffenfabrik Tula, starben früh. Nach einigen Jahren der Wanderschaft kam Galynin im Jahre 1934 in einem Waisenhaus in Tula unter. Dort wurde sein musikalisches Talent entdeckt und gefördert. Von 1938 bis 1941 besuchte er die Musikschule des Moskauer Konservatoriums. Als Kriegsfreiwilliger erlebte er den Zweiten Weltkrieg von 1941 bis 1943 als sowjetischer Soldat. Ab 1944 bis zum Abschluss 1950 studierte er am Moskauer Konservatorium Komposition bei Nikolai Mjaskowski und Dmitri Schostakowitsch. Als seine Lehrer im Jahre 1948 öffentlich als Formalisten gebrandmarkt wurden, blieb auch Galynin nicht verschont: als Schüler von Schostakowitsch wurden in seinem Schaffen formalistische Tendenzen festgestellt. Tichon Chrennikow kritisierte besonders sein erstes Klavierkonzert; später allerdings, im Jahre 1957, widerrief er dieses Urteil. Trotzdem erhielt Galynin 1951 den Stalinpreis für sein Episches Poem. In den 1950er Jahren traten Symptome einer Schizophrenieerkrankung auf. Diese hatte zur Folge, dass Galynin einen Großteil seines restlichen Lebens in Krankenhäusern und psychiatrischen Anstalten verbrachte.

## Tonsprache
Galynin orientierte sich an der russischen Tradition und besonders an seinem Lehrer Schostakowitsch. Auch Einflüsse von Sergei Prokofjew sind nachweisbar. Die Grundhaltung seiner im Rahmen der erweiterten Tonalität verbleibenden Musik ist neoklassizistisch geprägt. Charakteristisch ist daneben eine prägnante Rhythmik und ein oft leicht ironischer Tonfall. Bereits Galynins Werke aus der Konservatoriumszeit zeichnen sich durch Eleganz und eine ungewöhnliche kompositorische Reife aus. Seine späteren Werke weisen einen höheren Dissonanzgehalt und nicht selten eine eher düstere Stimmung auf. Allerdings nahm seine Produktivität wohl krankheitsbedingt ab. Galynin ist heute weitgehend unbeachtet, lediglich sein erstes Klavierkonzert genießt einen gewissen Bekanntheitsgrad.

## Werke

### Orchesterwerke
- Suite für Streichorchester (1949)
- Episches Poem nach russischen Themen (1950)
- Jugendouvertüre (1951)
- Klavierkonzert Nr. 1 C-Dur (1946)
- Klavierkonzert Nr. 2 a-Moll (1965)
- Aria für Violine und Streicher (1959)
- Scherzo für Violine und Streicher (1966)
- Bühnenmusik

### Vokalmusik
- Fariset, Oper in einem Akt (1949, größtenteils verschollen)
- Der Tod und das Mädchen, Oratorium für Soli, Chor und Orchester nach Gorki (1950, rev. 1963)
- Zwei Chöre nach Schtschipatschow (1948)

### Kammermusik
- Streichquartett Nr. 1 a-Moll (1947)
- Streichquartett Nr. 2 f-Moll (1956)
- Klaviertrio d-Moll (1948)
- Violinsonate (1956)

### Klaviermusik
- Sonatentriade, 3 einsätzige Sonaten (1963–65)
- sechs frühe Klaviersonaten
- Suite (1945)
- Concerto grosso (1964)